# Bulgarische EU-Ratspräsidentschaft 2018
Die bulgarische Ratspräsidentschaft bezeichnet den Vorsitz der Republik Bulgarien im Ministerrat der EU für die erste Jahreshälfte 2018. Ursprünglich erst ein halbes Jahr später (für die letzte Jahreshälfte 2018) geplant, wurde sie nach einem Beschluss der EU-Mitglieder um sechs Monate vorgezogen, weil das Vereinigte Königreich im Zuge seines geplanten EU-Austritts auf die Durchführung der Ratspräsidentschaft verzichtete. Bulgarien bildet ein Trio mit Estland und Österreich. Es ist der erste Ratsvorsitz des 2007 der EU beigetretenen Landes, es folgt damit auf die Präsidentschaft Estlands.

## Prioritäten der bulgarischen EU-Ratspräsidentschaft
Schwerpunkte der bulgarischen Ratspräsidentschaft sollen werden:
- wirtschaftliche und soziale Annäherung und Zusammenhalt, verstärkt fokussiert auf den nächsten mehrjährigen EU-Finanzrahmen, die künftige Kohäsionspolitik, die gemeinsame Landwirtschaftspolitik sowie die Wirtschafts- und Währungsunion;
- Stabilität und Sicherheit in Europa: gemeinsame Lösungen für mehr Sicherheit an den EU-Außengrenzen, eine effizientere Steuerung des Migrationsprozesses, die Entwicklung der Grundfesten der Verteidigungsunion zusätzlich durch die Etablierung der ersten Ständigen Strukturierten Zusammenarbeit (Pesco) innerhalb der EU;
- europäische Perspektive und Integration der Westbalkanländer: die Absicht Bulgariens, sich auf die eigene regionale Expertise berufend und ohne falsche Versprechungen und Hoffnungen zu schüren, die EU-Beitrittsbemühungen und die damit verbundenen Reformen in den Westlichen Balkanländern voranzutreiben und sie auf die Tagesordnung der EU-Agenda zu setzen – im Namen der Sicherung von Frieden und Stabilität in der Region. Parallel dazu wird die Ratspräsidentschaft bemüht sein, die Westlichen Balkanländer geopolitisch und wirtschaftlich dahingehend zu unterstützen, um eine bessere Konnektivität und Kohäsion von Straßennetz, Eisenbahnen, Luftfahrt, digitaler Wirtschaft, Bildungswesen und Energiewirtschaft mit der EU möglich zu machen und zu gewährleisten;
- digitale Wirtschaft und Geschäftsmodelle der Zukunft: mit Schwerpunkten –  Konsolidierung des digitalen EU-Einheitsmarktes und Ausbau der digitalen Wirtschaft samt Geschäftsmodellen. Dies betrifft im Einzelnen u. a. das Paket für Cyber-Sicherheit, die Richtlinie für Urheberrechte, das Gesetzbuch über die elektronische Kommunikation, den elektronische Datenschutz.[5]

In diesem Zusammenhang werden die Sicherheitsfragen in den kommenden 12 Monaten weiterhin einen zentralen Schwerpunkt der Arbeit der Trio-Ratspräsidentschaft bilden, wie bereits von der estnischen Ratspräsidentschaft angekündigt. In dem am 2. Juni 2017 vorgestellten Arbeitsprogramm der Ratspräsidentschaft haben dies Estland, Bulgarien und Österreich auch erklärt. Ziel ist auch eine bessere Zusammenarbeit in Strafsachen und im Kampf gegen Korruption und Extremismus. E-Justice und andere technische Einrichtungen sollen für eine stärkere Kooperation der Gerichte und rechtlicher Berufe weiter verstärkt werden und die Errichtung der Europäischen Staatsanwaltschaft weiter unterstützt werden. Das Thema Migration soll weiter verfolgt und die Zusammenarbeit mit Drittstaaten verstärkt werden.
Geplant ist, dass die meisten Veranstaltungen zur EU-Ratspräsidentschaft von Bulgarien im  Nationalen Kulturpalast in Sofia stattfinden. Partner der Ratspräsidentschaft waren neben Bulgarischen Unternehmen und Verbänden unter anderem auch Renault, Microsoft und BMW.

## Logo
Das Logo der bulgarischen Ratspräsidentschaft wird in verschiedenen Varianten verwendet. Es besteht grundsätzlich aus grünen Großbuchstaben BG in lateinischer Schrift und den beiden roten Großbuchstaben БГ in kyrillischer Schrift für Bulgarien darunter. Diese vier Buchstaben sind in einem Quadrat angeordnet und oben bzw. unten angeschnitten. Das Quadrat wurde um 45° nach links auf eine Ecke hochgestellt. Der Hintergrund des Logos ist im Regelfall weiß. Die Farben weiß, grün und rot bilden wiederum die Farben der Nationalflagge von Bulgarien (Trikolore). Unterhalb des Logos wird in lateinischer Schrift auf die offizielle Webseite der Ratspräsidentschaft verwiesen:  eu2018bg.bg und unter diesem Hinweis findet sich in lateinischer Schrift in englischer Sprache oder wahlweise kyrillischer Schrift in bulgarischer Sprache der Hinweis auf die Ratspräsidentschaft selbst: Bulgarian Presidency of the Council of the European Union. In der oberen und rechten Spitze des um 45° gedrehten Quadrats sind jeweils zwei schwarze, kleine Quadrate angeordnet, die sich an den Spitzen berühren.
Das Logo der bulgarischen EU-Ratspräsidentschaft soll drei Symbole vereinen, durch welche die bulgarische Identität am besten repräsentiert wird. Es sind dies die kyrillische Schrift, die Stickerei und die Trikolore. Das Logo stehe für die Idee, dass Bulgarien zwar untrennbar mit Europa verbunden ist, andererseits aber auch einmalig und einzigartig sei im Rahmen der Europäischen Gemeinschaft.
Das Logo wurde von Todor Angeliev geschaffen und von einer dafür bestellten Jury ausgewählt, weil die Idee originell, ausdrucksstark und zugleich neuartig sei.
Neben dem Logo wurde auch noch ein Banner geschaffen, welches in den Farben der Europäischen Union gehalten ist und Elemente sind den Sternen der Europaflagge nachempfunden. Dieser Entwurf stammt von drei Künstlern aus der Nationalen Kunstakademie: Svetlin Balesdrov, Nenko Atanassov und Milena Abanos. Das Banner hat durchgehend einen blauen Hintergrund. Im oberen Drittel befindet sich das Logo der bulgarischen Ratspräsidentschaft wie oben beschrieben, wahlweise sind die Aufschriften in lateinischer Schrift (englische Sprache) oder in kyrillischer Schrift (bulgarische Sprache) gehalten. Im Mittelfeld wird links der Slogan: United We Stand Strong (Einigkeit macht stark, Wahlspruch der Republik Bulgarien) geführt und rechts finden sich symbolhaft angeordnete dreieckige Elemente in gelb und hellblau, welche den Sternen der Europaflagge nachempfunden sind und die sich auch bis in den unteren Bereich des Banners hinziehen.